# Ricardo Guimarães
Ricardo Vaz Guimarães (ur. 4 stycznia 1909 w São Paulo, zm. 14 stycznia 1974) – brazylijski olimpijczyk, lekkoatleta.
W roku 1932 Guimarães brał udział w igrzyskach w Los Angeles. Startował w eliminacjach biegu na 100 metrów. Odpadł już w eliminacjach.